# Brownie the Wonder Dog
Brownie the Wonder Dog est un acteur canin des années 1920, apparu dans plusieurs films muets américains, notamment Brownie's Little Venus (en) (1921). Ses films ont été distribués par la Century Film Company.

## Description
Ce chien était un croisement entre un Bull Terrier et un Fox Terrier.

## Carrière
La Century Films avait besoin de quelqu'un susceptible de travailler avec son acteur canin, dans le but de créer un duo centré sur une série de comédies.
Les qualifications requises par Century Films sont celles d'un acteur de moins de trois ans, ayant de la spontanéité, de la coordination et la capacité de suivre des instructions.
Une jeune enfant dénommée Diana Serra Cary, plus connue sous le nom de Baby Peggy, fait ses débuts avec Brownie pour la première fois dans un court métrage intitulé Playmates (1921). Présentés comme un duo naturel, ils ont continué à jouer ensemble dans d'autres films centrés sur la comédie. Son autre apparition notable avec Peggy est un court métrage intitulé Brownie's Little Venus, vu par des millions de spectateurs dans quatorze pays

## Mort et conséquence
Selon une interview de Cary, publiée presque cent ans plus tard, le chien Brownie est mort inopinément dans son sommeil, en 1921, six mois après le début de sa carrière, son entraîneur n'ayant pas pu le réveiller un matin.
La mort de Brownie a provoqué une petite crise au sein du studio, ce qui a poussé Century Films à se tourner vers la création de comédies différentes, moins orientées vers les enfants.
L'actrice Diana Serra Cary arrêtera sa carrière en 1926 à l'âge de sept ans. Elle est morte en février 2020, soit 99 ans après Brownie, son premier partenaire au cinéma,.

## Postérité
Les Aventures du chien Brownie est une bande dessinée française inspirée de cette série de films américains muets, parue dans le magazine Fillette entre juillet 1926 et mars 1929. Les dessins sont de E. Nicolson et les scénarios de Jean d’Agraives.

## Filmographie partielle
- 1921 : Playmates
- 1921 : Brownie's Little Venus
- 1921 : Society Dogs
- 1922 : Some Class (1922)
- 1923 : Little Johnny Jones (en)